# Mas Jordà
El Mas Jordà és una masia al terme municipal de Jorba (Anoia) inclosa a l'Inventari del Patrimoni Arquitectònic de Catalunya. Planta rectangular, portal central d'entrada, arc de mig punt. Cinc finestres a la façana principal, una d'elles conserva decoració renaixentista. El sostre és de teules. Una canal de pedra picada, recull les aigües que una gàrgola porta a la cisterna. Al pis de baix hi ha la cuina, el menjador, el magatzem del gra, el forn... A dalt hi ha sis habitacions, el bany i dos despatxos. Golfes altes. Dins la casa, a l'entrada es conserva un dels dos seients festejadors situats, cadascun, al costat d'una finestra, porten a vuit cambres. Abans del 1400 existien les ruïnes de Mas Milà i Mas Riell; el noble Gaspar de Vega l'any 1462 les adquireix i fa construir el Mas Jordà. Conserva elements renaixentistes: finestres, gàrgola, etc. A la seva part dreta se li adossa l'any 1626 una altra edificació corresponent a la fàbrica de vidre.